# Чорноморець (Одеса) у сезоні 1991
Огляд виступів футбольного клубу «Чорноморець» (Одеса) у сезоні 1991. Команда брала участь в останніх розіграшах чемпіонату і кубку СРСР.

## Чемпіонат СРСР
Докладніше: Чемпіонат СРСР з футболу 1991 (вища ліга)

Підсумкова таблиця першості СРСР:
| М  | Команда                 | І  | В  | Н  | П  | М     | О  |
| -- | ----------------------- | -- | -- | -- | -- | ----- | -- |
|    | ЦСКА (Москва)           | 30 | 17 | 9  | 4  | 57-32 | 43 |
|    | «Спартак» (Москва)      | 30 | 17 | 7  | 6  | 57-30 | 41 |
|    | «Торпедо» (Москва)      | 30 | 13 | 10 | 7  | 36-20 | 36 |
| 4  | «Чорноморець» (Одеса)   | 30 | 10 | 16 | 4  | 39-24 | 36 |
| 5  | «Динамо» (Київ)         | 30 | 13 | 9  | 8  | 43-34 | 35 |
| 6  | «Динамо» (Москва)       | 30 | 12 | 7  | 11 | 43-42 | 31 |
| 7  | «Арарат» (Єреван)       | 30 | 11 | 7  | 12 | 29-36 | 29 |
| 8  | «Динамо» (Мінськ)       | 30 | 9  | 11 | 10 | 29-31 | 29 |
| 9  | «Дніпро» (Дніпро)       | 30 | 9  | 10 | 11 | 31-36 | 28 |
| 10 | «Памір» (Душанбе)       | 30 | 7  | 13 | 10 | 28-32 | 27 |
| 11 | «Спартак» (Владикавказ) | 30 | 9  | 8  | 13 | 33-41 | 26 |
| 12 | «Шахтар» (Донецьк)      | 30 | 6  | 14 | 10 | 33-41 | 26 |
| 13 | «Металург» (Запоріжжя)  | 30 | 9  | 7  | 14 | 27-38 | 25 |
| 14 | «Пахтакор» (Ташкент)    | 30 | 9  | 7  | 14 | 37-45 | 25 |
| 15 | «Металіст» (Харків)     | 30 | 8  | 9  | 13 | 32-43 | 25 |
| 16 | «Локомотив» (Москва)    | 30 | 5  | 8  | 17 | 18-47 | 18 |

## Кубок СРСР

### 1990/91
Докладніше: Кубок СРСР з футболу 1990—1991

1/4 фіналу
| 3 березня 1991 |

| «Арарат»   | 1 : 0 | «Чорноморець» |
| ---------- | ----- | ------------- |
| Гспеян 37' | звіт  |               |

|  |

«Арарат»: А.Абрамян, Е.Сукіасян, В.Хачатрян, А.Хачатрян, С.Оганесян, А.Саркісян, Г.Енгибарян, С.Акопян (А.Аветисян, 86), В.Агасян, К.Маркосян (А.Епископосян, 88), Т.Гспеян.
«Чорноморець»: В.Гришко, Ю.Никифоров, Ю.Шелепницький, Ю.Куліш, С.Третяк (А.Телесненко, 58), О.Спіцин, І.Цимбалар, І.Гецко, О.Кошелюк (В.Зінич, 63), О.Щербаков, І.Савельєв.
 Телесненко.

### 1991/92
Докладніше: Кубок СРСР з футболу 1991—1992

1/16 фіналу
| 4 вересня 1991 |

| «Цемент» | 0 : 3 | «Чорноморець»                          |
| -------- | ----- | -------------------------------------- |
|          | звіт  | Гецко 47' (пен.) Гецко 65' Кошелюк 90' |

| стадіон «Труд» (Новоросійськ) Глядачів: 4500 |

| 17 листопада 1991 |

| «Чорноморець»                 | 2 : 0 | «Цемент» |
| ----------------------------- | ----- | -------- |
| Писарєв 37' (аг) Цимбалар 76' | звіт  |          |

| стадіон ЧМП (Одеса) Глядачів: 1700 |

1/8 фіналу
| 22 листопада 1991 |

| «Чорноморець»          | 2 : 0 | «Шахтар» |
| ---------------------- | ----- | -------- |
| Никифоров 9' Гецко 64' | звіт  |          |

|  |

«Черноморець»: Суслов, Ю. Никифоров, Шелепницький (к), Телесненко, Третьяк, Спіцин (Парфьонов, 86), Цимбалар, Гецко (Колесніченко, 90), Кошелюк (Піндєєв, 90), Сак, Дем'яненко.
«Шахтар»: Ковтун, Драгунов (к), Столовицький (С. Онопко, 85), Ященко, Мартюк, Мазур, Ателькін (Ребров, 65), Кобозєв, Погодін (Бондарєв, 74), В. Онопко, Щербаков.
| 26 листопада 1991 |

| «Шахтар»                    | 2 : 0 | «Чорноморець» |
| --------------------------- | ----- | ------------- |
| Столовицький 69' Ребров 75' | звіт  |               |

|  |

|                                                                                  |       | Пенальті                                                                    |  |
| Леонов · В. Онопко · Погодін · Драгунов · Щербаков · Мартюк · Кривенцов · Ященко | 6 : 7 | Кошелюк · Никифоров · Спіцин · Шелепницький · Гецко · Третяк · Сак · Суслов |  |

«Шахтар»: Шутков, Драгунов (к), Столовицький, Ященко, Мартюк, Леонов, Ателькін (Ребров, 65; С. Онопко, 91), Кобозєв (Кривенцов, 115), Погодін, В. Онопко, Щербаков.
«Черноморець»: Суслов, Ю. Никифоров, Шелепницький, Дем'яненко (Мочуляк, 46; Авдєєв, 60), Третьяк, Спіцин, Букель, Гецко, Кошелюк, Сак, Парфьонов.
В 1/4 фіналу Кубка СРСР 1991/92 суперником одеської команди жереб обрав московський ЦСКА. Матчі мали проходити навесні, але всі українські команди відмовилися від участі у цьому турнірі.

## Статистика
- Головний тренер — Прокопенко Віктор Євгенович
- Начальник команди — Лещук В'ячеслав Михайлович
- Тренери — Альтман Семен Йосипович, Скрипник Олександр Миколайович, Фейдман Віталій Менделейович.
- Президент — Заболотний Юрій Леонідович.

| Гравець                          | Дата народження | Чемпіонат | Чемпіонат | Кубок    | Кубок    |
| Гравець                          | Дата народження | Ігри      | Голи      | Ігри     | Голи     |
| Воротарі                         | Воротарі        | Воротарі  | Воротарі  | Воротарі | Воротарі |
| -------------------------------- | --------------- | --------- | --------- | -------- | -------- |
| Гришко Віктор Васильович         | 02.11.61        | 30        | 24п       | 1        | 1п       |
| Суслов Олег Анатолійович         | 02.01.69        | 1         | 0         | 4        | 2п       |
| Захисники                        |                 |           |           |          |          |
| Телесненко Андрій Васильович     | 12.04.66        | 29        | 2         | 4        | 0        |
| Спіцин Олександр Сергійович      | 22.08.63        | 27        | 2         | 5        | 0        |
| Третяк Сергій Володимирович      | 07.09.63        | 27        | 1         | 5        | 0        |
| Сак Юрій Миколайович             | 03.01.67        | 26        | 7         | 4        | 0        |
| Куліш Юрій Петрович              | 22.08.63        | 14        | 1         | 1        | 0        |
| Дем'яненко Дмитро Володимирович  | 11.06.69        | 14        | 0         | 4        | 0        |
| Парфьонов Дмитро Володимирович   | 11.09.74        | —         | —         | 3        | 0        |
| Букель Юрій Олександрович        | 30.11.71        | —         | —         | 2        | 0        |
| Півзахисники                     |                 |           |           |          |          |
| Цимбалар Ілля Володимирович      | 17.06.69        | 30        | 4         | 3        | 1        |
| Никифоров Юрій Валерійович       | 16.09.70        | 30        | 2         | 4        | 1        |
| Кошелюк Олег Борисович           | 07.09.69        | 29        | 6         | 5        | 0        |
| Савельєв Ігор Володимирович      | 18.09.62        | 28        | 3         | 2        | 0        |
| Шелепницький Юрій Григорович     | 18.01.65        | 24        | 2         | 5        | 0        |
| Авдєєв Олександр Борисович       | 23.03.72        | —         | —         | 1        | 0        |
| Колесніченко Віталій Віталійович | 10.06.73        | —         | —         | 1        | 0        |
| Романчук Руслан Володимирович    | 12.10.74        | —         | —         | 1        | 0        |
| Нападники                        |                 |           |           |          |          |
| Гецко Іван Михайлович            | 06.04.68        | 26        | 5         | 4        | 3        |
| Щербаков Олександр Іванович      | 31.07.60        | 26        | 3         | 2        | 0        |
| Зінич Володимир Миколайович      | 27.09.68        | 13        | 1         | 1        | 0        |
| Піндєєв Олександр Валерійович    | 13.03.70        | 4         | 0         | 2        | 0        |
| Гусєв Сергій Євгенійович         | 01.07.67        | 3         | 0         | —        | —        |
| Мочуляк Олег Леонідович          | 27.09.64        | 3         | 0         | 2        | 0        |